# Autónoe (hija de Cadmo)

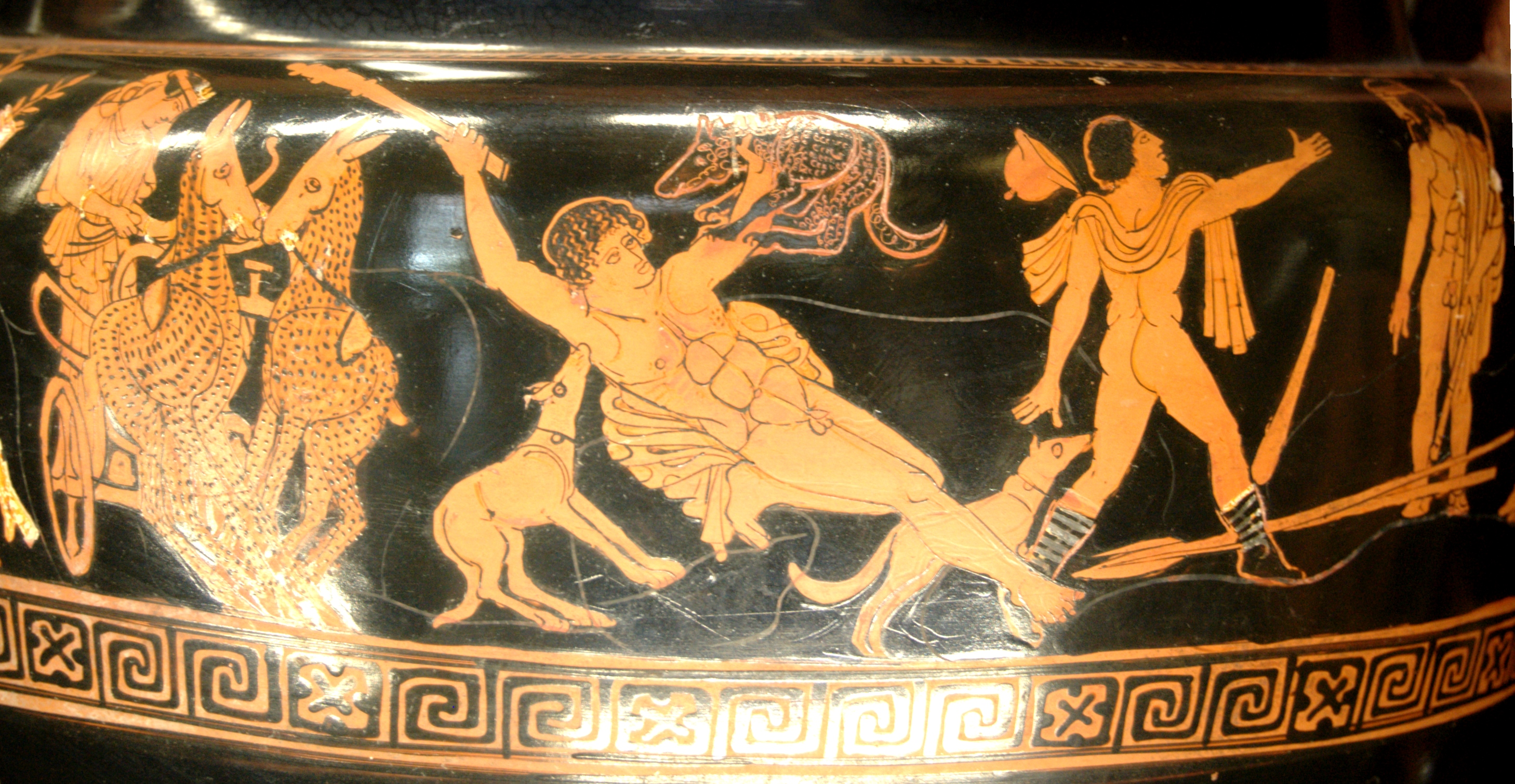
Acteón despedazado por sus perros.

En la mitología griega Autónoe (en griego antiguo Αὐτονόη) es una de las hijas de Cadmo y de Harmonía, la primogénita según algunos. Casada con Aristeo en Beocia, tuvo al malhadado Acteón. Este fue criado por Quirón y adiestrado en la caza, pero también fue despedazado por sus propios perros. Autónoe también pudiera ser la madre de Macris, pero el autor nos dice que su padre fue Aristeo sin mencionar consorte alguna.
Autónoe es uno de los personajes de la tragedia de Las bacantes de Eurípides. En ella se nos dice que su sobrino Penteo cometió hibris al atreverse a negar la divinidad de Dioniso y sus misterios. Por eso el dios expandió la locura entre las mujeres tebanas. Tres de la hijas de Cadmo, Ágave, Ino y ella, sumidas en un frenesí báquico fueron enviadas a Penteo, a quien descuartizaron miembro a miembro. Las tres cadmeides habían criado al infante Dioniso no en la ciudad de Atamante, sino en las montañas.
Pausanias nos cuenta que Autónoe, afligida en gran manera por la muerte de Acteón y por todas las desgracias de la casa paterna, se marchó de Tebas hasta la aldea de Erinea, en Megara. Allí se encontraba su sepulcro.